# Thorondor
Thorondor är en fiktiv varelse i J.R.R. Tolkiens berättelser om Midgård. Thorondor var Herre över Örnarna under den Första Åldern, i Silmarillion står det att han var ”mäktigast av alla fåglar som någonsin varit”. Hans namn betyder på sindarin ”Konungen av Örnarna”, hans namn på quenya är Sorontar. Han ledde örnarna under deras framträdanden i Silmarillion.
Thorondor framträder för första gången när han hjälper alvprinsen Fingon att rädda hans släkting Maedhros från fångenskapen i Thangorodrim. Efter Dagor Bragollach räddar han Fingolfins kropp från Morgoths händer genom att de han ett ärr över hans ansikte och bar alvkonungens kropp till de Inhägnade Bergen norr om Gondolin, där kroppen sedan kom att begravas av Turgon. Kort därefter upptäcker Thorondor Húrin och Huor vid bergens fötter and skickar två av hans tjänare för att bära dem till Gondolin. Thorondor och två andra örnar räddar Lúthien och den sårade Beren från Angbands dörrar under deras uppdrag efter silmarillen och tar dem till Doriath.
Thorondor medverkar i vredens krig och strider mot många drakar. Man vet inte vad som hände honom men han kom att efterträdas av Gwaihir som Herre av Örnarna.